# شبخوس بهلو (أملش الجنوبي)
شبخوس بهلو (بالفارسية: شبخوس پهلو) هي قرية تقع في إيران في غيلان. يقدر عدد سكانها بـ 172 نسمة بحسب إحصاء 2016.